# Bataille (formation)
Pour les articles homonymes, voir Bataille (homonymie).
Une bataille était une division d'une armée médiévale. Le mot pourrait être traduit de nos jours approximativement par « bataillon », même si une bataille était une formation totalement improvisée pour l'occasion.
À la fin des guerres médiévales, les armées de campagne étaient souvent réparties en trois batailles principales, également appelées gardes ou quartiers : l'avant-garde, la garde intermédiaire et l'arrière-garde. Ces termes impliquent, à juste titre, que l'avant-garde précédait le milieu, qui à son tour précédait l'arrière-garde au combat, si les batailles étaient disposées en colonne. Si les troupes étaient disposées de front, l'avant-garde était à droite, celle du milieu au centre et l'arrière à gauche.